# A Nossa Carmen Miranda
A Nossa Carmen Miranda é um álbum da cantora Carmen Miranda lançado em 1965 pela Odeon Records. Foi relançado em 2002 pela EMI Music Brasil como parte da série "Odeon 100 Anos".

## Faixas
1. Adeus Batucada
2. Recenseamento
3. Escrevi Um Bilhetinho
4. Cabaret No Morro
5. Minha Terra Tem Palmeiras
6. O Samba E O Tango
7. Voltei P'rô Morro
8. Uva Do Caminhão
9. Casaquinho De Tricot (com Barbosa Júnior)
10. Quando Eu Penso Na Bahia (com Sylvio Caldas)
11. Polichinelo
12. Imperador Do Samba